# Landscapes of an Electric City
Landscapes of an Electric City è il secondo album della band torinese My Cat Is an Alien pubblicato nel 1999 dalla ZZZ Production e ristampato in LP dalla Ecstatic Peace! di Thurston Moore nel 2001 con il titolo di Landscapes of an Electric City / Hypnotic Spaces.

## Tracce
1. 1st Movement
2. 2nd Movement
3. 3rd Movement